# 粟饅頭

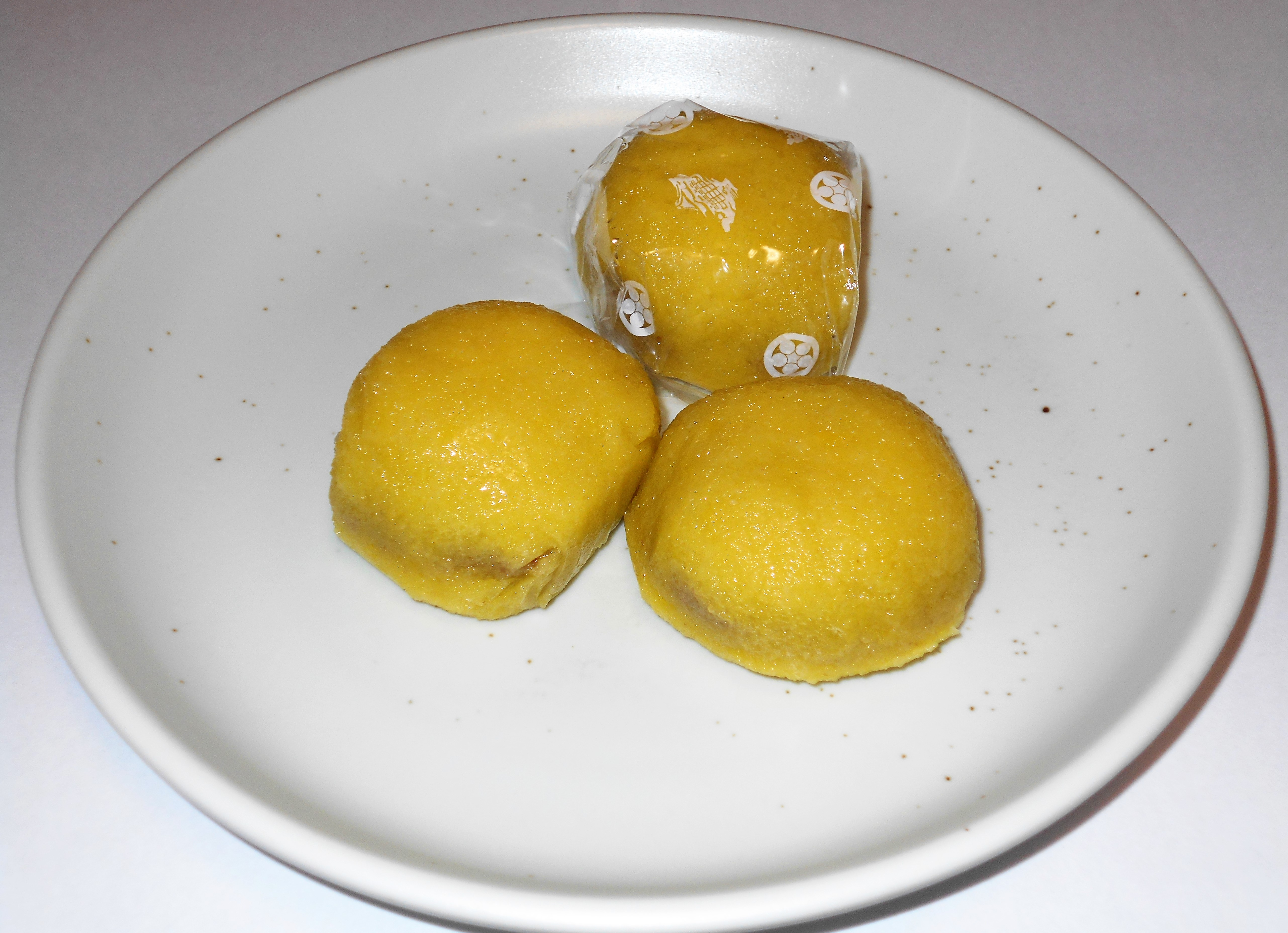
粟饅頭

粟饅頭(あわまんじゅう)は、饅頭の一種。福島県河沼郡柳津町の銘菓である。

## 概要
粟と餅米を混ぜた生地を型に詰め、そこへこしあんを包んでから蒸していく。職人がおちょこのような型にひとつひとつ丁寧に詰めるという、昔ながらの製法で作っている。
色は粟をイメージした黄色で、粟のつぶつぶした感触と、餅の粘りを持ち合せた独特の食感が特徴。
賞味期限が短く、2日も経つと硬くなってしまう。長期保存する場合は、冷凍する必要がある。

## 歴史
1818年（文政元年）6月15日に柳津で大火が発生し、「日本三大虚空蔵」のひとつに数えられる円蔵寺の堂塔伽藍や門前の集落が焼けてしまった。当時の住職である喝岩和尚は、幕府や会津藩等と掛け合い資金を調達して復興に取り組み、1829年（文政12年）8月には円蔵寺本堂の再建に至った。その際に喝岩和尚が、「もう二度とこのような災難に『あわ』ないように」との願いを込めて、当時多く生産されていた粟を使った饅頭を奉納することを思い立ち、門前の菓子職人に作らせたのが始まりと伝えられている。